# نمودار پنروز
در فیزیک نظری، نمودار پنروز (که نام آن برگرفته از نام راجر پنروز است) یک نمودار دوبعدی است که روابط سببی (عِلّی) بین نقاط مختلف در فضا-زمان را ثبت می‌کند. این نمودار شکل گسترش یافته‌ای از نمودار مینکوفسکی است که در ن بعد عمودی نمایشگر زمان و بعد افقی نمایشگر فضا است و خطهای مورب با زاویه °۴۵ متناظر با پرتوهای نور است. بزرگ‌ترین تفاوت آن با متریک مینکوفسکی در این است که به صورت محلی، متریک در نمودار پنروز هم ارز همدیس متریک واقعی در فضا-زمان است. فاکتور همدیسی به گونه‌ای انتخاب می‌شود که همه فضا-زمان بی‌نهایت به یک نمودار پنروز با اندازه متناهی تبدیل می‌شود.

نمودار پنروز یک جهان مینکوفسکی نامتناهی، محور افقی فضا و محور عمودی زمان است